# Fadrique Enríquez de Mendoza
Fadrique Enríquez de Mendoza (1399 – Medina de Rioseco, 23 dicembre 1473) fu il secondo almirante di Castiglia, e secondo signore di Medina del Rioseco e primo conte di Melgar y Rueda. Era figlio di Alfonso Enríquez e di Juana de Mendoza.

## Biografia
Il padre di Fadrique, Alfonso Enríquez, era figlio di Fadrique Alfonso de Castilla, figlio illegittimo di Alfonso XI di Castiglia e della sua amante Eleonora di Guzmán. La famiglia Enríquez era molto importante in Spagna, per via di questa discendente da una famiglia reale, che aveva molte proprietà in Castiglia. Quando il padre Alfonso morì, nel 1429, Fadrique ne ereditò proprietà e titoli, tra i quali anche quello di Ammiraglio di Castiglia.
Secondo il suo contemporaneo Fernando del Pulgar (1436–1492), egli era piccolo di statura, leggermente miope e si guadagnò fama ed onori con le sue imprese di comandante della flotta di Castiglia.
Fadrique giocò un ruolo importante a corte come uno dei principali consiglieri del re Giovanni II di Castiglia. Fu coinvolto nella cospirazione contro l'influente Connestabile di Castiglia, Álvaro de Luna.
Fadrique Enríquez sposò, nel 1426, Mariana Fernández de Córdoba y Ayala, signora di Casarrubios (1385–1431). Nel 1427 Mariana diede alla luce una figlia, Giovanna Enríquez, che diverrà regina di Aragona.
Nel 1431 egli, con Alvaro de Luna, arrestò il comandante Diego Sarmento, poiché questi non aveva obbedito agli ordini del re  Nello stesso anno la moglie Mariana morì..
Nel 1432 combatté a fianco di Pedro Manrique de Lara contro Enrico di Trastámara e Pietro di Trastámara presso Cáceres, Alburquerque ed Acagala.
Il 9 maggio 1432 Fadrique sposò la sua seconda moglie, Teresa Fernández de Quiñones, colla quale ebbe 9 figli.
Quando nel 1437 re Giovanni II di Castiglia fece arrestare Pedro Manrique, Fadrique venne a conflitto con il re. Nell'agosto 1438 Pedro tentò la fuga dalla sua prigione a in Fuentedueñas e Fadrique raccolse truppe a Medina de Riseco per ribellarsi al re. Anche Giovanni II di Castiglia portò i suoi alleati, fra i quali Alvaro de Luna, il figlio Enrico, Pero de Velasco, Conte di Haro, Diego Gómez di Sandoval aed altri.
Nel 1440 si tenne un negoziato ed alla fine si giunse all'accordo per una tregua. Durante il breve periodo di pace che ne seguì Enrico IV di Castiglia si unì in matrimonio con Bianca II di Navarra e Fadrique fu padrino della coppia.
Nel 1445 Fadrique partecipò ad un'alleanza contro Alvaro de Luna, fu catturato, ma riuscì a fuggire a Medina de Rioseco.
Nel 1448 Fadrique venne accusato di cospirazione contro il re e di complotto per assassinare Álvaro de Luna. Fadrique fuggì di nuovo, giunse in Aragona per cercare appoggi e quindi in Italia, ove Alfonso V, re di Aragona, si trovava al momento.
Nel 1449 venne preparata un'altra alleanza contro Álvaro de Luna e Fadrique si unì alle forze di Giovanni II di Aragona, re di Navarra. Nel 1447 Giovanni II di Castiglia sposò Isabella del Portogallo; la nuova regina diede poca importanza agli influenti nobili di corte: Álvaro venne arrestato il 4 aprile 1453, condannato a morte e decapitato il 2 giugno 1453.
Giovanni di Castiglia morì nel luglio del 1454 e gli successe Enrico, figlio di primo letto di Giovanni. Il ritiro della sconvolta Isabella nel castello di Arevalo consentì ai nobili di corte di riprendere i loro intrighi, nei quali Fadrique ebbe un suo ruolo.
Fadrique Enríquez de Mendoza morì nel 1473 e la sua salma venne inumata nel monastero di Nostra Signora della Speranza di Valdescopezo a Medina de Rioseco.

## Discendenza
Da Mariana Fernández de Córdoba y Ayala Fadrique ebbe:
- Giovanna (c. 1425-1468), Regina consorte d'Aragona in virtù del matrimonio con il re Giovanni II e madre di Ferdinando II il Cattolico

Da Teresa Fernández de Quiñones: 
- Alfonso Enríquez de Quiñones (c. 1433-1485), III almirante di Castiglia
- Pedro Enríquez de Quiñones (m. 1492), signore di Tarifa e adelantado mayor de Andalucía
- Enrique Enríquez de Quiñones (m. 1504), maggiordomo maggiore di suo nipote Ferdinando II d'Aragona. Sua figlia, Maria Enriquez de Luna divenne la moglie di Juan Borgia, II duca di Gandia, figlio del papa Alessandro VI.
- Francisco Enríquez de Quiñones (m. 1491),  signore di Vega de Ruiponce
- María Enríquez de Quiñones sposò García Álvarez de Toledo y Carrillo, I duca d'Alba.
- Leonor Enríquez de Quiñones (m. 1471), sposò Alvar Pérez Osorio, conte di Trastámara, di Villalobos e I marchese di Astorga.
- Inés Enríquez de Quiñones (m. 1488), sposò Lope Vázquez de Acuña, II conte de Buendía
- Aldonza Enríquez de Quiñones (1450-1520), sposò Giovanni Raimondo Folch IV de Cardona
- Blanca Enríquez de Quiñones, suora nel monastero di Santa Clara a Palencia.

## Ascendenza
|                                                  |   |                         | Genitori                         |  |  | Nonni |  |  | Bisnonni                |  |  | Trisnonni                  |  |
|                                                  |   |                         |                                  |  |  |       |  |  | Alfonso XI di Castiglia |  |  | Ferdinando IV di Castiglia |  |
|                                                  |   |                         |                                  |  |  |       |  |  | Alfonso XI di Castiglia |  |  | Ferdinando IV di Castiglia |  |
|                                                  |   | Costanza del Portogallo |                                  |  |  |       |  |  | Alfonso XI di Castiglia |  |  |                            |  |
| Federico Alfonso, Signore di Haro                |   |                         |                                  |  |  |       |  |  | Alfonso XI di Castiglia |  |  |                            |  |
|                                                  |   | Eleonora di Guzmán      | Pedro Núñez di Guzmán            |  |  |       |  |  |                         |  |  |                            |  |
|                                                  |   | Eleonora di Guzmán      | Pedro Núñez di Guzmán            |  |  |       |  |  |                         |  |  |                            |  |
|                                                  |   | Eleonora di Guzmán      | Giovanna Fernandez Ponce de León |  |  |       |  |  |                         |  |  |                            |  |
| Alfonso Enríquez                                 |   | Eleonora di Guzmán      |                                  |  |  |       |  |  |                         |  |  |                            |  |
|                                                  |   | …                       | …                                |  |  |       |  |  |                         |  |  |                            |  |
|                                                  |   | …                       | …                                |  |  |       |  |  |                         |  |  |                            |  |
|                                                  |   | …                       | …                                |  |  |       |  |  |                         |  |  |                            |  |
| Paloma                                           |   | …                       |                                  |  |  |       |  |  |                         |  |  |                            |  |
|                                                  |   | …                       | …                                |  |  |       |  |  |                         |  |  |                            |  |
|                                                  |   | …                       | …                                |  |  |       |  |  |                         |  |  |                            |  |
|                                                  |   | …                       | …                                |  |  |       |  |  |                         |  |  |                            |  |
| Federico Enríquez de Mendoza                     |   | …                       |                                  |  |  |       |  |  |                         |  |  |                            |  |
|                                                  | … | …                       |                                  |  |  |       |  |  |                         |  |  |                            |  |
|                                                  | … | …                       |                                  |  |  |       |  |  |                         |  |  |                            |  |
|                                                  | … | …                       |                                  |  |  |       |  |  |                         |  |  |                            |  |
| Pedro González de Mendoza, IX Signore di Mendoza | … |                         |                                  |  |  |       |  |  |                         |  |  |                            |  |
|                                                  |   | …                       | …                                |  |  |       |  |  |                         |  |  |                            |  |
|                                                  |   | …                       | …                                |  |  |       |  |  |                         |  |  |                            |  |
|                                                  |   | …                       | …                                |  |  |       |  |  |                         |  |  |                            |  |
| Juana de Mendoza y Ayala                         |   | …                       |                                  |  |  |       |  |  |                         |  |  |                            |  |
|                                                  |   | …                       | …                                |  |  |       |  |  |                         |  |  |                            |  |
|                                                  |   | …                       | …                                |  |  |       |  |  |                         |  |  |                            |  |
|                                                  |   | …                       | …                                |  |  |       |  |  |                         |  |  |                            |  |
| Aldonza de Ayala y Ceballos                      |   | …                       |                                  |  |  |       |  |  |                         |  |  |                            |  |
|                                                  |   | …                       | …                                |  |  |       |  |  |                         |  |  |                            |  |
|                                                  |   | …                       | …                                |  |  |       |  |  |                         |  |  |                            |  |
|                                                  |   | …                       | …                                |  |  |       |  |  |                         |  |  |                            |  |
|                                                  |   | …                       |                                  |  |  |       |  |  |                         |  |  |                            |  |